# 三百三十五年戰爭
三百三十五年戰爭（英語：Three Hundred and Thirty Five Years' War）是指英國南部的錫利群島與荷蘭共和國於1651年到1986年之間的戰爭。
雖然此次戰爭宣言的合法性尚未能確定。但因雙方沒有簽訂和平條約，所以此戰爭狀態持續了335年，成為世界上持續時間最長的戰爭。因為並無實際交戰，所以期間雙方並無任何人員傷亡，所以也是一場不流血的戰爭。最終在1986年，錫利群島議會與荷蘭簽訂和平條約，宣佈戰爭結束。

## 戰爭

### 起源
這場所謂的戰爭起源於英國內戰。在1642年至1652年的英格蘭內戰中，克倫威爾率圓顱黨擊敗了保王黨。英國西部的康沃爾成為保王黨勢力最後的掙扎之地。1648年，克倫威爾將圓顱黨的勢力擴張到了康沃爾。
保王党的主力部隊是英國皇家海軍，宣誓效忠於威爾士親王查理二世。皇家海軍被迫撤退到了康沃爾半島附近的錫利群島，當時錫利群島由保王黨人物巴斯伯爵所統治。

### 與荷蘭海軍結盟
荷蘭皇家海軍與圓顱黨結為同盟。自英國女王伊莉莎白一世起，荷蘭在八十年戰爭中曾受到英國王室的援助，最終在1648年簽訂的明斯特和約中從西班牙獨立。荷蘭與英國保持了同盟的關係，並在英國內戰中選擇支持明顯處於優勢的圓顱黨。
荷蘭海軍受到了盤踞在錫利群島的保王黨軍隊的攻擊，遭受了巨大的損失。因此荷蘭海軍派遣上將Maarten Tromp來到錫利群島，要求保王党賠償荷蘭船隻和商品的損失。
根據英國律師Bulstrode Whitelocke於1651年3月30日的一封信件，Tromp來到了潘丹尼斯城堡後，要求保王黨賠償荷蘭船隻的損失，但沒有得到令他滿意的要求。於是他憤而宣佈荷蘭對保王黨處於戰爭狀態。
而當時英國大部分領土處於圓顱黨的控制之下，因此荷蘭只有針對仍由保王黨所控制的錫利群島宣戰。

### 保王黨投降
在宣戰後不久的1651年6月，圓顱黨軍隊在羅伯特·布雷克的率領下來到錫利群島，脅迫保王黨投降。荷蘭海軍失去了敵人，沒有發一槍一炮就回國了。由於這場戰爭僅僅是荷蘭對一個地區的宣戰，合法性值得懷疑，因此荷蘭方面沒有宣佈戰爭的終結。

### 簽訂和平條約
1985年，身為錫利群島議會議長的歷史學家羅伊·鄧肯寫信給荷蘭駐英國大使館，講述了錫利群島與荷蘭的戰爭神話。荷蘭方面確認了此事後，荷蘭大使Rein Huydecope前往錫利群島，與該群島簽訂了和平條約。和平條約於1986年4月17日簽訂，與宣戰的時間相差335年，因此被稱作三百三十五年戰爭。荷蘭大使曾開玩笑地說，當錫利群島的居民得知荷蘭可能在任何時候襲擊群島的時候，他們一定會感到很難受的。

## 真實性
Rex Lyon Bowley於2001年指出，懷特洛克的信件中所提到的宣戰完全只是虛構的傳聞。Tromp沒有獲得其政府可以對錫利群島上叛軍進行宣戰的授權，但他的確試圖向保王黨耀武揚威和恫嚇，甚至可能計畫使用暴力手段。然而這些並沒有發生，荷蘭使用了其他的手段取得保王黨的賠償。雖然這次事件發生於1651年，但在1654年第一次英荷戰爭結束時，就已在威斯敏斯特條約中完全解決了這個問題。